# Posłowie do Parlamentu Europejskiego 1977–1979
Posłowie do Parlamentu Europejskiego w latach 1977–1979 zostali mianowani przez parlamenty krajowe 6 państw członkowskich wspólnot europejskich. Kadencja rozpoczęła się 1 marca 1977 i zakończyła się 7 lipca 1979.
Pomiędzy państwa członkowskie podzielono 198 mandaty.
Przewodniczącym PE był Emilio Colombo.
W Parlamencie Europejskim w latach 1977–1979 powołano siedem frakcji politycznych:
- Partia Europejskich Socjalistów (SOC)
- Europejska Partia Ludowa (EPP)
- Partia Europejskich Liberałów, Demokratów i Reformatorów (LIB)
- Grupa Sojuszu Komunistycznego (COM)
- Europejscy Demokraci (ED)
- Europejscy Progresywni Demokraci (EPD)
- Niez. (NI)

## Deputowani według grup

### SOC
| Państwo         | Lista | Posłowie | Liczba |
| --------------- | ----- | --- | ------ |
| Belgia          | BSP   | Henri Simonet, Léon Hurez, Willy Claes | 3      |
|                 | PS    | Ernest Glinne, Karel van Miert, Guy Spitaels | 3      |
| Dania           | A     | Poul Dalsager, Ritt Bjerregaard, Anker Jørgensen, K.B. Andersen, Kjeld Olesen | 5      |
| Francja         | PS    | Georges Spénale, Claude Cheysson, Edgard Pisani, Jacques Delors, Édith Cresson, Pierre Mauroy, Laurent Fabius, Michel Rocard, Roland Dumas, Pierre Bérégovoy, Lionel Jospin, Hubert Védrine | 12     |
| Holandia        | PvdA  | Wim Albers, Jan Broeksz, Arie van der Hek (do 17.10.1977), Cees Laban (do 5.09.1977), Schelto Patijn, Piet Dankert | 6      |
| Irlandia        | LP    | Liam Kavanagh | 1      |
| RFN             | SPD   | Rudi Adams, Alfons Bayerl, Ludwig Fellermaier, Gerhard Flämig, Horst Haase, Hajo Hoffmann, Erwin Lange, Hans Lemp, Willi Müller, Manfred Schmidt, Wolfgang Schwabe (do 1978), Horst Seefeld, Hellmut Sieglerschmidt, Hermann Spillecke (do 1977), Peter Würtz | 15     |
| Wielka Brytania | LP    | John Beavan, Baron Ardwick, Thomas Brimelow, Baron Brimelow (do 30.06.1978), Ronald Brown, Donald Bruce, Baron Bruce of Donington, Ted Castle, Baron Castle, Tam Dalyell, Geoffrey de Freitas, Gwyneth Dunwoody, Robert Edwards, Tom Ellis, John Evans, baron Evans of Parkside (do 13.03.1978), Doris Fisher, Baroness Fisher of Rednal, Willie Hamilton, Mark Hughes, Bob Mitchell (brytyjski polityk), Albert Murray, Baron Murray of Gravesend, John Prescott, Christopher Price (do 13.03.1978), Henry Walston, Baron Walston | 19     |
| Włochy          | PSI   | Antonio Giolitti, Antonio Ruberti, Roberto Palleschi, Libero Della Briotta, Bettino Craxi | 5      |
|                 | PSDI  | Costantino Belluscio, Bruno Corti | 2      |
| Razem           | Razem | Razem | 71     |

### EPP
| Państwo    | Lista     | Posłowie | Liczba |
| ---------- | --------- | --- | ------ |
| Belgia     | cdH       | Paul Vanden Boeynants, Jose Desmares | 3      |
|            | CD&V      | Alfred Bertrand, Leo Tindemans, Renaat Van Elslande, Wilfried Martens | 4      |
| Francja    | MDF       | Pierre-Henri Tailyen, François de Menthon, Maurice Schumann | 3      |
|            | UNR       | Raymond Barre | 1      |
|            | UDF       | Pierre Pflimlin, Jean-Pierre Raffarin | 2      |
| Holandia   | KVP       | Harrij Notenboom, Frans Andriessen, Hans van den Broek | 3      |
|            | ARP       | Jan de Koning (do 19.12.1977) | 1      |
|            | CHU       | Durk van der Mei (do 30.12.1977) | 1      |
| Irlandia   | Fine Gael | Gerry L'Estrange, Charles McDonald, Richie Ryan | 3      |
| Luksemburg | CSV       | Nicolas Mosar, René Steichen, Jacques Santer, Pierre Werner | 4      |
| RFN        | CDU       | Jochen van Aerssen, Siegbert Alber, Erik Blumenfeld, Isidor Früh, Eugen Gerstenmaier, Hans Edgar Jahn, Egon Klepsch, Hans-Jürgen Klinker, Gerhard Kunz (do 1978), Hans-Werner Müller, Ernst Müller-Hermann, Hermann Schwörer, Hanna Walz, Kurt Wawrzik, Werner Zeyer (do 1978) | 15     |
|            | CSU       | Heinrich Aigner, Karl Fuchs, Hans August Lücker | 3      |
| Włochy     | DC        | Franco Maria Malfatti, Emilio Colombo, Lorenzo Natali, Filippo Maria Pandolfi, Giulio Andreotti, Arnaldo Forlani, Franco Foschi, Luciano Radi, Angelo Maria Sanza, Giorgio Santuz, Francesco Cossiga, Attilio Ruffini, Giuseppe Zamberletti, Arintide Forfani, Giusepe Medici  | 16     |
| Razem      | Razem     | Razem | 58     |

### LIB
| Państwo         | Lista | Posłowie                                                                                              | Liczba |
| --------------- | ----- | --- | ------ |
| Belgia          | PLP   | Willy De Clercq                                                                                       | 1      |
| Dania           | V     | Henning Christophersen, Uffe Ellemann-Jensen                                                          | 2      |
| Holandia        | VVD   | Jan Baas, Cees Berkhouwer                                                                             | 2      |
| Luksemburg      | DP    | Gaston Thorn                                                                                          | 1      |
| RFN             | FDP   | Martin Bangemann, Kurt Jung, Heinz Starke                                                             | 3      |
| Francja         | UDF   | Simone Veil, Hervé de Charette                                                                        | 2      |
|                 | RI    | Christiane Scrivener, André Bettencourt                                                               | 2      |
| Włochy          | PRI   | Ugo La Malfa (do 26.03.1979), Adolfo Battaglia, Aristide Gunnella Giovanni Spadolini, Susanna Agnelli | 5      |
|                 | PLI   | Antonio Baslini, Raffaele Costa                                                                       | 2      |
|                 | RI    | Emma Bonino                                                                                           | 1      |
| Wielka Brytania | PL    | Russell Johnston                                                                                      | 2      |
| Razem           | Razem | Razem                                                                                                 | 22     |

### COM
| Państwo | Lista | Posłowie                              | Liczba |
| ------- | ----- | ------------------------------------- | ------ |
| Włochy  | PCI   | Giorgio Amendola, Carlo Ripa di Meana | 2      |
| Razem   | Razem | Razem                                 | 2      |

### ED
| Państwo         | Lista | Posłowie | Liczba |
| --------------- | ----- | --- | ------ |
| Dania           | C     | Poul Schlüter, Palle Simonsen | 2      |
| Wielka Brytania | CP    | Eric Ponsonby, 10. hrabia Bessborough, Nicholas Bethell, 4. baron Bethell, John Corrie, Charles Fletcher-Cooke, Ralph Howell, Elaine Kellett-Bowman, Peter Michael Kirk (do 17 kwietnia 1977), Tom Normanton, John Osborn, Hugh Mackay, 14 Lord Reay, Brandon Rhys-Williams, Rowland Winn, 4. baron St Oswald, James Scott-Hopkins, Michael Shaw, Baron Shaw of Northstead, James Spicer, Derek Walker-Smith, Baron Broxbourne | 15     |
| Razem           | Razem | Razem | 17     |

### EPD
| Państwo  | Lista       | Posłowie | Liczba |
| -------- | ----------- | --- | ------ |
| Francja  | RPR         | Christian de La Malène, François-Xavier Ortoli, Jacques Chirac, Jean-Bernard Raimond, Édouard Balladur, Alain Juppé, Dominique de Villepin, Michel Debré, Maurice Couve de Murville | 9      |
| Irlandia | Fianna Fáil | Seán Brosnan, Ruairi Brugha, Michael Herbert, Tom Nolan, Paddy Power, Michael Yeats                                                                                                 | 6      |
| Razem    | Razem       | Razem | 15     |

### NI
| Państwo         | Lista       | Posłowie                                                                                     | Liczba |
| --------------- | ----------- | -------------------------------------------------------------------------------------------- | ------ |
| Belgia          | bezpartyjny | Étienne Davignon                                                                             | 1      |
| Dania           | bezpartyjny | Finn Olav Gundelach                                                                          | 1      |
| Francja         | bezpartyjny | Yves-Thibault de Silguy, Louis de Guiringaud, Jean Sauvagnargues, Michel Jobert, René Pleven | 5      |
| Holandia        | PPR         | Henk Waltmans (do 17.10.1977)                                                                | 1      |
| Luksemburg      | bezpartyjny | Jean Dondelinger                                                                             | 1      |
| Włochy          | bezpartyjny | Raniero Vanni d’Archirafi, Mario Monti, Edoardo Speranza                                     | 6      |
| Wielka Brytania | SNP         | Winnie Ewing                                                                                 | 1      |
| Razem           | Razem       | Razem                                                                                        | 13     |

## Zmiany deputowanych
Holandia
| - Wim Vergeer (KVP, od 19.01.1978) - Wilhelm Friedrich de Gaay Fortman (ARP, od 13.03.1978) - Teun Tolman (CHU, od 19.01.1978) - Jan Lamberts (PvdA, od 24.10.1977) |

Niemcy (RFN)
| - Philipp von Bismarck (CDU, od 1978) - Lothar Ibrügger (SPD, od 1978) - Rudolf Luster (CDU, od 1978) - Werner Zywietz (FDR, od 1977) |

Wielka Brytania
| - George Cunningham (LP, od 13.03.1978) - Alan Fitch (LP, od 13.03.1978) - Wayland Kennet (LP, od 28.02.1978) - Geoffrey Rippon (od 6.05.1977) - Albert Murray, Baron Murray of Gravesend (LP, od 30.06.1978) |

## Przewodniczący grup
- SOC: Ludwig Fellermaier
- EPP: Egon Klepsch
- LIB: Gaston Thorn
- COM: Giorgio Amendola
- ED: Geoffrey Rippon
- EPD: Christian de La Malène

## Rozkład mandatów według państw i grup (na koniec kadencji)
| Grupa poselska Państwo członkowskie | SOC | EPP | LIB | COM | ED | EPD | Niez. | Razem |
| Belgia                              | 6   | 6   | 1   |     |    |     | 1     | 14    |
| Dania                               | 5   |     | 2   |     | 2  |     | 1     | 10    |
| Francja                             | 12  | 6   | 4   |     |    | 9   | 5     | 36    |
| Holandia                            | 6   | 5   | 2   |     |    |     | 1     | 14    |
| Irlandia                            | 1   | 3   |     |     |    | 6   |       | 10    |
| Luksemburg                          |     | 4   | 1   |     |    |     | 1     | 6     |
| Niemcy                              | 15  | 18  | 3   |     |    |     |       | 36    |
| Wielka Brytania                     | 19  |     | 1   |     | 15 |     | 1     | 36    |
| Włochy                              | 7   | 16  | 8   | 2   |    |     | 3     | 36    |
| Unia Europejska                     | 71  | 58  | 22  | 2   | 17 | 15  | 13    | 198   |